# Кольбодегрунд
Кольбодегрунд (фин. Kalbådagrund) — финский кессонный маяк, расположенный примерно в 43 км к югу от Порвоо и в 76 км к западу от Гогланда. Представляет собой цилиндрическую башню высотой в 25 м, установленную на 10-метровом кессоне и выкрашенную горизонтальными белыми и красными полосами. Его фокальная плоскость находится на высоте 27 м. Даёт четыре 2-х секундные вспышки каждые 30 сек. Выстроен в 1950—1953 гг. взамен одноимённого плавучего маяка. В 1977 г. к маяку прикрепили вертолётную площадку. Управляется дистанционно с острова Хармаи.
В 1788 году южнее Кольбодегрунда — между ним и Стеншером, отстоящим от маяка примерно на 15 км — произошло Гогландское сражение между русским и шведским флотами.